# Eumorphus eburatus
Eumorphus eburatus es una especie de coleóptero de la familia Endomychidae.

## Distribución geográfica
Habita en Java.